# Habenaria intermedia
Habenaria intermedia là một loài thực vật có hoa trong họ Lan. Loài này được D.Don mô tả khoa học đầu tiên năm 1825.